# Land & Zeezicht

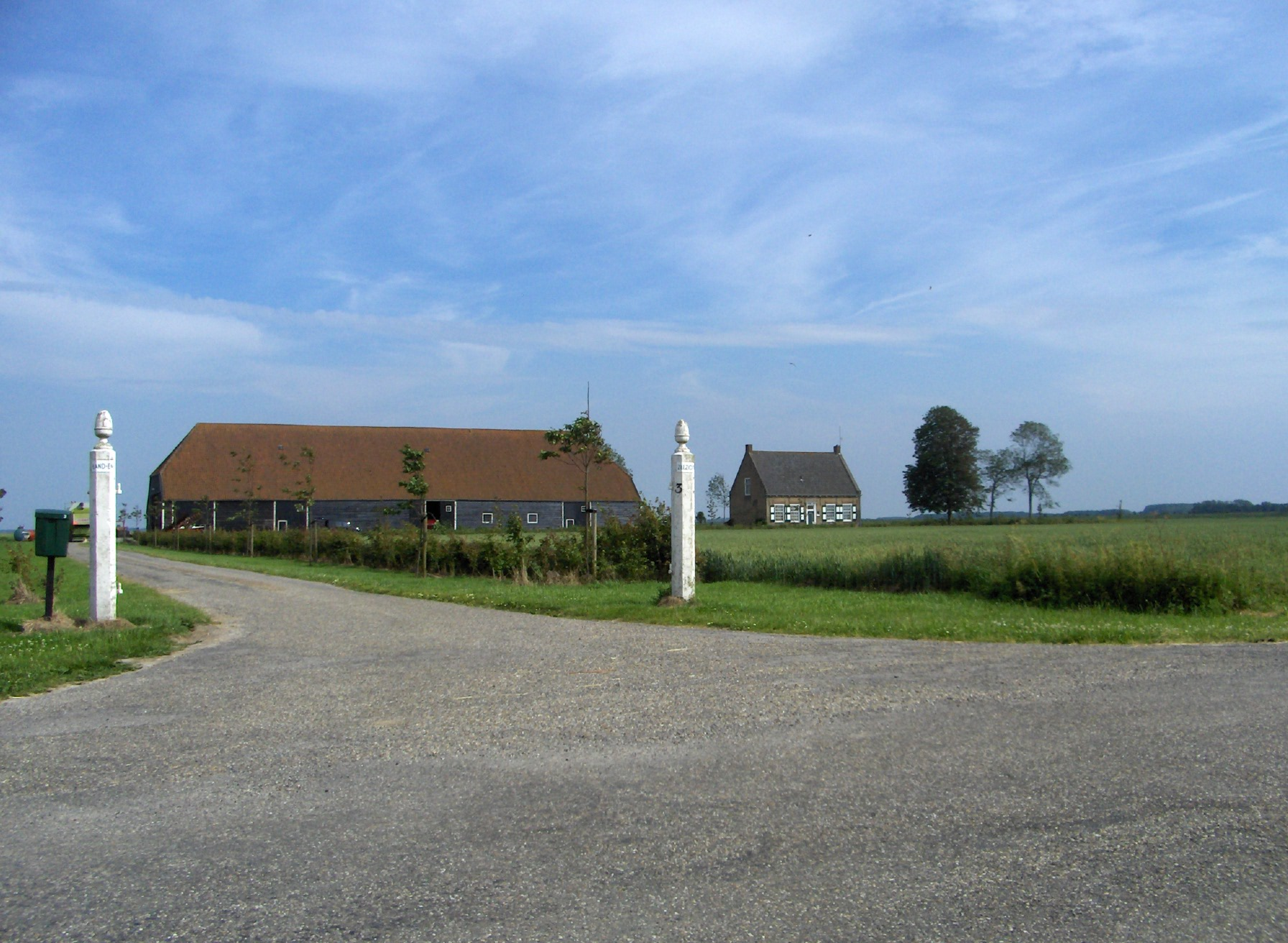
Boerderij Land & Zeezicht

Land & Zeezicht is een evenementenlocatie in een voormalige, monumentale boerderij in Kamperland, in de provincie Zeeland, Nederland.

## Geschiedenis
De boerderij is in 1823 gebouwd. Als gevolg van de toenmalige schaalvergroting in de landbouw op Noord-Beveland werden bestaande schuren soms tot wel 60 meter verlengd om voldoende ruimte te hebben om de oogst te dorsen en op te slaan. Waar veel van deze schuren in de loop der tijd weer zijn verdwenen, is Land & Zeezicht een van de overgebleven exemplaren. Het type schuur hoort bij de Zeeuwse schuurgroep, is 53 meter lang, 16 meter breed en 12 meter hoog. De houten gebinten zijn gemaakt van vierkant geschaafd Noors grenen. Vaak werd het zout dat gewonnen werd door het droogleggen van een polder verhandeld voor grenen hout uit Noorwegen. De schuur staat in de in 1818 ingepolderde Soelekerkepolder (dat vernoemd is naar het in 1530 verdronken dorp Soetelinkskerke).
Boerderij Land & Zeezicht is in 1967 opgenomen in het Register van beschermde monumenten ingevolge artikel 6 van de Monumentenwet 1988. De Objecten Data Bank geeft de volgende omschrijving:
Land- en Zeezicht. Houten poortpalen waarop naam. IJzeren hek en eigen oprijweg. Woonhuis in gele baksteen met hoog pannen zadeldak. Geprofileerde goot op klossen. Dicht bijeen liggende staafankers. 20-ruitje schuifvensters met 2-paneelluiken. Rode strekken boven ramen. Omlijste voordeur met natuurstenen stoeptreden. Steen boven voordeur met: 'De eerste steen van dit gebouw is gelegd door Jonkheer Versluijs, juni 1823'. Zomerhuis bij woonhuis in gele stenen met pannen zadeldak. Vrijstaande zwart geteerde houten schuur. Witte omranding met pannen wolfdak. XIX A.

## Nieuwe bestemming
De agrarische functie van de schuur ging verloren met de opkomst van de moderne landbouw, maar door de schuur te verhuren voor evenementen, vergaderingen en bruiloften heeft men het gebouw een nieuwe bestemming gegeven die het pand voor de toekomst veilig stelt. De schuur werd na restauratie door burgemeester Van Kooten op 7 mei 2010 officieel heropend als evenementenlocatie.
Als onderdeel van het Zeeland Nazomerfestival 2007 vond in deze schuur de première plaats van de monoloog Om te beginnen een vrouw van Anne Vegter.